# Iconografie
Iconografia este o ramură a istoriei artei care se ocupă cu identificarea, descrierea și interpretarea conținutului imaginilor. Cuvântul iconografie provine din limba greacă: εἰκών - imagine și γράφειν - a scrie. Un alt înțeles al termenului este pictura de icoane în tradiția creștină bizantină și ortodoxă.
Iconografia este o disciplină care se ocupă cu studiul operelor realizate în arta plastică (subde iectul, izvorul, semnificația operelor). Iconografia are și înțelesul de ansamblu de imagini legate de o anumită temă (de exemplu, iconografia  antichității greco-romane), de o epocă (ex. iconografia revoluției franceze), de o localitate (ex. iconografia Brașovului, de o persoană (iconografia lui Eminescu) etc.
Tot în istoria artei, o iconografie poate însemna și o descriere particulară a unui subiect în ceea ce privește conținutul imaginii, cum ar fi numărul de figuri folosite, plasarea lor și gesturile acestora. Termenul este, de asemenea, utilizat în multe domenii academice, altele decât istoria artei, de exemplu, semiotica și studiile media, și în uzul general, în ceea ce privește conținutul de imagini, reprezentarea tipică în imagini a unui subiect și sensurile conexe. 
Uneori, se face distincție între iconologie și iconografie, cu toate că definițiile, și astfel și distincția, variază.  